# 內廚增一
天龍座9，又名BD+67 773，HD 113092、SAO 15960、HR 4928，是天龍座的一颗恒星，视星等为5.32，位于銀經121.6，銀緯50.51，其B1900.0坐标为赤經12h 56m 8.4s，赤緯+67° 50.51′ 12″。